# Franklin Virgüez
Franklin José Virgüez Dun (Barquisimeto, 1 de outubro de 1953) é um ator venezuelano.
Seus papéis cômicos são muito populares, e atualmente vive em Miami.

## Filmografia
- Domingo de resurrección (1982)
- Cangrejo (1982)
- Homicidio culposo (1983)
- La casa de agua (1983)
- Retén de Catia (1984)
- Asesino nocturno (1986)
- Pirañas de puerto (1986)
- Cuerpos clandestinos (1991)
- En territorio extranjero (1992)

### Televisão
- La zulianita (1977)
- Rafaela (1977)
- María del Mar (1978)
- Buenos días Isabel (1980)
- Emilia (1980)
- La Goajirita (1980)
- Marisela (1983)
- Días de infamia (1983)
- Leonela (1984)
- Rebeca (1984)
- Adriana (1985)
- La intrusa (1986)
- Selva María (1987)
- Pobre Negro (1989)
- Eva Marina (1992)
- Por estas calles (1992)
- Amores de fin de siglo (1995)
- Los amores de Anita Peña (1996)
- María de los Ángeles (1997)
- Aunque me cueste la vida (1998)
- Hay amores que matan (2000)
- Carissima (2001)
- Cosita rica (2003)
- Ángel rebelde (2004)
- Se solicita príncipe azul (2005)
- Mi vida eres tu (2006)
- Voltea pa' que te] enamores (2006)
- Amor comprado (2007)
- Alma Indomable (2008)
- Salvador de Mujeres (2010)
- Eva Luna (2010-2011)
- Natalia del mar (2011)
- La doble vida de Estela Carrillo (2017)
- Papá a toda madre (2017)